# Wild Honey Pie
Wild Honey Pie – utwór zespołu The Beatles z albumu The Beatles napisany przez Paula McCartneya. McCartney nagrał utwór sam, ponieważ Starr oraz Lennon zajęci byli tworzeniem materiału na płytę, a Harrison był na wakacjach w Grecji.

## Twórcy
- Paul McCartney – wokal, gitara akustyczna, perkusja